# Marie Louise Fischer
Marie Louise Fischer (* 28. Oktober 1922 in Düsseldorf; † 2. April 2005 in Prien am Chiemsee) war eine deutsche Schriftstellerin. Sie verwendete als Pseudonyme A. G. Miller, Dr. Christoph Vollmer, Kirsten Lindstroem und Katja Holm.

## Frühe Jahre
Marie Louise Fischer war das jüngste von drei Kindern des Kaufmanns Friedrich Georg Fischer und seiner Ehefrau Marie Fischer, geborene Notemann. Nach dem Abitur studierte sie an den Universitäten von Köln, München und Prag Germanistik, Theaterwissenschaft und Kunstgeschichte und arbeitete als Dramaturgin, Journalistin und Lektorin bei der Prag-Film im Protektorat Böhmen und Mähren. Da sie Prag nicht mehr rechtzeitig verlassen konnte, wurde sie 1945 interniert und musste in der Tschechoslowakei über eineinhalb Jahre in der Landwirtschaft Zwangsarbeit leisten. Ursprünglich wollte sie Komponistin werden.

## Karriere
Im Jahr 1953 erschien Fischers erster Kriminalroman Zerfetzte Segel, der zu einem Bestseller wurde. Zuletzt erschien der „Lady-Krimi“ 2000 im „Neuen Kaiser Verlag“, Klagenfurt. Schon in Zerfetzte Segel zeigte sich das übliche Handlungsschema der Autorin: Ihre Romane spielen im Milieu der gehobenen Schicht; dort wird viel geraucht und Whisky oder Cognac getrunken, und dank der einfühlsamen Protagonistin lösen sich alle Konflikte am Ende auf. Ihrer ersten Publikation folgten in rascher Folge zahlreiche erfolgreiche Romane, die teilweise zunächst als Fortsetzungen in diversen Zeitungen und Illustrierten (z. B. Quick, Revue, Bunte, Das Goldene Blatt) erschienen.
Gemeinsam mit dem Autor Hans Gustl Kernmayr, den sie im April 1956 heiratete und die Kinder Florentina, Marina und Andreas Krisian hatte und dessen Ehefrau sie bis zu seinem Tod 1977 war, verfasste Fischer auch Sachbücher. In der Jugendzeitschrift Bravo nahm sie von 1964 bis 1969 (unter den Pseudonymen Dr. Christoph Vollmer und Kirsten Lindstroem) Stellung zu Liebesproblemen. Ihre Ratschläge entsprachen den Wertmaßstäben und dabei auch den homophoben Vorurteilen der damaligen Zeit. So erklärte beispielsweise „Dr. Vollmer“ den Jungen, dass Homosexualität durch Injizieren von männlichen Hormonen heilbar und gleichgeschlechtliche Liebe ein Fall für den Psychiater sei. Lesbischen Mädchen wurde vorgeschlagen, ihre tiefe unbewusste Angst vor Männern einfach zu überwinden.
Für die genannte Jugendzeitschrift verfasste Marie Louise Fischer (auch unter dem Pseudonym Katja Holm und oft in Zusammenarbeit mit ihrem Mann Hans Gustl Kernmayr) zudem Fortsetzungsromane wie „Wildes Blut“, „Hotelsekretärin Julia“, „Ein Herz für mich allein“, „Mädchen ohne Abitur“, „Ein Mädchen wie Angelika“, „Die unruhigen Mädchen“ oder „Küsse deinen Mörder nicht“.

## Romane
Fischer veröffentlichte über 100 Romane – vorwiegend Liebesromane, aber auch Kriminalromane, historische Romane und Arztromane –, die in bis zu 23 Sprachen übersetzt wurden. Allein in Deutschland wurden mehr als 70 Millionen ihrer Bücher verkauft. Manche Romane dienten als Vorlage für Fernsehfilme (z. B. Das Schicksal der Lilian H. und Alarm auf Station 2). Ferner publizierte sie ca. 75 Kinder-/Jugendbücher (im Schneider-Verlag, München), hauptsächlich Mädchenbücher. Innerhalb des Genres Mädchenbuch schrieb Marie Louise Fischer sowohl Einzel- als auch Fortsetzungsbände, wobei sich die letztgenannte Form großer Beliebtheit erfreute:
„Die Lenkungsfunktion der seriellen Fabrikation liegt darin, dass die „typischen weiblichen Unarten“, wie beispielsweise Arroganz, Kritiksucht, Überheblichkeit und Unzufriedenheit, die genüsslich ausgebreitet werden, mit dem Ziel eines braven, anpassungsfähigen und gutartigen Mädchentypus bekämpft werden: Peu à peu entwickelt sich im Laufe der Erzählung das ungebärdete und ungestüme junge Mädchen zu einem sittsamen jungen Teenager.“
Wie sich die Schriftstellerin das Benehmen von jungen Mädchen (und auch Jungen) wünscht, ist an ihrer Publikation Jung und liebenswert. Ein fröhlicher Knigge für junge Leute (1970) ablesbar. Für die Illustrierung des Deckelbildes war Binette Schroeder verantwortlich. In dieser Publikation gibt die Autorin Ratschläge zu Fragen der Kosmetik und Körperpflege, zum Verhalten im Theater, im Kino oder auf dem Campingplatz, zu Tischsitten, Kleidung usw. So rät sie:
„Eingehakt sollten ein Junge und ein Mädchen nie miteinander gehen, auch wenn sie noch so sehr befreundet sind; selbst dann nicht, wenn es sich um Bruder und Schwester handelt. Es sieht albern aus. Gehen zwei Jungen miteinander eingehakt, so wirkt das noch komischer. Eingehakt gehen ist nur üblich für Verlobte, Verheiratete, für zwei Damen oder zwei Mädchen, für Mutter und Tochter.“
Marie Louise Fischer störte sich nie an dem Vorwurf der Kritik, sie schreibe Trivialliteratur. Sie hielt dagegen:
„Ich bin eine Unterhaltungsschriftstellerin und habe keine großen Aussagen zu machen. Ich möchte auch nicht das Bewußtsein der Menschen verändern.“

## Tod
Im Alter von 80 Jahren entschloss sich die in Samerberg in Oberbayern lebende Schriftstellerin, das Schreiben aufzugeben. Sie starb am 2. April 2005 im Alter von 82 Jahren in einem Krankenhaus in Prien am Chiemsee.

## Werke (Auswahl)

### Romane
| - Zerfetzte Segel (1953) - Die silberne Dose (1954) - Ich spüre dich in meinem Blut (1956) - Bleibt uns die Hoffnung (1959) - In zweiter Ehe (1960) - Da wir uns lieben (1960) - Frauenstation (1960), verfilmt 1977 von Rolf Thiele - Mädchen ohne Abitur (1960) - Träume hinter Glas (1960) - Das goldene Kalb (1962) - Gefährliche Lüge (1962), Originalversion erschienen unter Autorenname H. G. Kernmayer - Eine Frau in den besten Jahren (1963) - Ein Mädchen wie Angelika (1963) - Undine, die seltsame Hexe (1963) - Damals war ich siebzehn (1965) - Wildes Blut (1965) - Das Schicksal der Lilian H. (1965), verfilmt 1993 von Marijan David Vajda - Frau am Scheideweg (1965) - Kinderstation (1966), auch erschienen als Kinderarzt Dr. Vogel - Das Herz einer Mutter (1966) - Mit den Augen der Liebe (1967) - Verbotene Liebe (1967), zusammen mit Motiven des Romans Wildes Blut 1968 verfilmt von August Rieger als „Peter und Sabine“ - Der Frauenarzt (1968), auch erschienen als Doktor med. Klaus Berg - Im Schatten der Vergangenheit. Aus erster Ehe (1968) - Ein Herz verzeiht (1968) - Der junge Herr Justus (1968), 1. Band der Weigand-Saga - Die Ehe des Dr. Jorg (1968) - Gehirnstation (1968) - Liebe meines Lebens (1968) - Alle Liebe dieser Welt (1969), auch erschienen als Die Geschworene - Tödliche Hände (1969) - Das Mädchen Senta (1969), 2. Band der Weigand-Saga - Leiche im Grand Hotel (1969) - Ein Herz sucht Liebe (1970) - Die Chefsekretärin (1970), auch erschienen als Irrwege der Liebe - Die tödlichen Sterne (1970) - Die Aussteigerin (1970) - Die Ehe der Senta R. (1970), 3. Band der Weigand-Saga - Hasardspiel der Liebe (1970) - Unruhige Mädchen (1970) - Ehebruch (1970) - Im Schatten des Verdachts (1970) - Der Schatten des anderen (1970) - Für immer. Senta (1971), 4. Band der Weigand-Saga - Glückliche Zukunft für Bettina (1972) - Eine Frau mit Referenzen (1972) - Küsse nach dem Unterricht (1972) - Eine Frau in den besten Jahren (1973) - Wenn das Herz spricht (1973) - Liebe, gefährliches Spiel (1973) - Das Geheimnis des Medaillons (1973) - Mit den Augen einer Sekretärin (1974) - Alles was uns glücklich macht (1974) - Und sowas nennt ihr Liebe (1974) - Mit der Liebe spielt man nicht (1974) - Nie wieder arm sein (ca. 1975) - Frucht der Sünde (1975) - Mit einem Fuß im Himmel (1975) | - Der Mann ihrer Träume (1976) - Die Frauen vom Schloss (1976) - Die Schatten der Vergangenheit (1977) - Herzen in Aufruhr (1977) - Mit einer weißen Nelke (1977) - Unreife Herzen (1977) - Die Rivalin (1977) - Das gefährliche Leben der Monika Berg (1978) - Das Dragonerhaus (1978) - Liebe im Grandhotel (1978) - Versuchung in Rom (1978) - Des Herzens unstillbare Sehnsucht (1978) - Gisela und der Frauenarzt (1978) - Schwester Daniela (1979) - Kinderärztin Dr. Katja Holm (1979) - Eine Frau von 30 Jahren (1979) - Tödliche Hände (1979) - Der Schatten des anderen (1979) - Süßes Leben, bitteres Leben (1979) - Flucht aus dem Harem (1980) - Geliebte Lehrerin (1980) - Die andere Seite der Liebe (1980) - Geliebter Heiratsschwindler (1980) - Aus Liebe schuldig (1981) - Jede Nacht in einem anderen Bett (1981) - Diese heiß ersehnten Jahre (1981) - Zu viel Liebe (1981) - Das eigene Glück (1982), Fortsetzung von Zu viel Liebe - Mehr als ein Traum (1982) - Marie Forester, die Frau mit dem zweiten Gesicht (1982) - Wichtiger als Liebe (1982) - Dreimal Hochzeit (1982) - Liebe an den Königshöfen (1982) - Hotel Sabina (1983) - Glück ist keine Insel (1984) - Vergib uns unsere Schuld (1984) - Traumtänzer (1985) - Plötzlicher Reichtum (1985) - Ein Herz voller Tränen (1985) - Als wäre nichts geschehen (1985) - Kein Vogel singt um Mitternacht (1986) - Millionär mit kleinen Fehlern (1986) - Die Leihmutter (1986) - Als wäre nichts geschehen (1987) - Das Geheimnis der Greta K. (1987) - Unruhige Nächte (1988) - Der Weg zurück (1988) - Einmal und nie wieder (1988) - Späte Liebe (1989) - Elbchaussee (1990) - Sanfte Gewalt (1991) - Hörigkeit des Herzens (1991) - Alarm auf Station 2 (1993), verfilmt 1993 von Josef Rödl - Wie neu geboren (1993) - Ein Herz für mich allein (1995) - Die Tochter des Apothekers (1995) - Geliebter Prinz (1996) - Im dunklen Land der Träume (1998) - Wenn eine Frau liebt (2006) |

### Sachbücher
(unter dem Pseudonym A. G. Miller zusammen mit H. G. Kernmayr)
- Sonne, Mond und Sterne (1957)
- Und sie bewegt sich doch! (1961)

### Ratgeber
- Glücklich verheiratet, ein Leben lang (1970)
- Frauen heute – die Lüge vom schwachen Geschlecht (1973)

### Kinder- und Jugendbücher
| - Eugen setzt sich durch (1955) - Krach im Ferienlager (1958) - Die Klasse ist für Petra (1959) - Im Schwindeln eine Eins (1960) - Daniela und der Klassenschreck (1961) - Elga und der Grashüpfer (1961) - Ist das wirklich Isabell? (1962) - Susebill tut, was sie will (1963) - Zweimal Himmel und zurück (1968) - Jung und liebenswert. Ein fröhlicher Knigge für junge Leute (1970) - Wilde Jugend (1970) - Mädchenwohnheim (1975) - Mädchen mit fünfzehn. Tinas aufregende Erlebnisse (1977) - Frei wie der Wind (1980) Gundula-Reihe 1. Gundula (1960) 2. Gundula, du wirst es schaffen (1972) 3. Jetzt schlägt’s dreizehn, Gundula (1984) Ulrike-Reihe 1. Ulrike kommt ins Internat (1963) 2. Ulrike, das schwarze Schaf im Internat (1964) 3. Schön war’s im Internat, Ulrike (1965) Delia-Reihe 1. Delia, die weiße Indianerin (1966) 2. Delia und der Sohn des Häuptlings (1967) 3. Delia im Wilden Westen (1968) Die Mädchen von der Parkschule-Reihe 1. Katrin mit der großen Klappe (1968) 2. Nur Mut, liebe Ruth (1969) 3. Silvy will die Erste sein (1969) 4. Olga, Star der Parkschule (1971) 5. Leonore setzt sich durch (1972) | Klaudia-Reihe 1. Klaudia, die Flirtkanone (1970) 2. Klaudias großer Schwarm (1971) 3. Klaudias erste Tanzstunde (1972) Internat-Reihe 1. Wirbel im Internat (1971) 2. Im Internat gibt’s keine Ruhe (1971) Michaela-Reihe 1. Adoptivkind Michaela (1972) 2. Michaela kommt ins Großstadtinternat (1973) 3. Michaela rettet das Klassenfest (1973) 4. Michaela löst eine Verschwörung (1974) Unmögliches Mädchen-Reihe 1. Ein unmögliches Mädchen (1974) 2. Das unmögliche Mädchen setzt sich durch (1975) Hausgespenst-Reihe 1. Guten Tag, ich bin das Hausgespenst (1976) 2. Hilf mir, liebes Hausgespenst (1976) 3. Danke, liebes Hausgespenst (1977) 4. Bravo, liebes Hausgespenst (1978) 5. Bleib doch, liebes Hausgespenst (1979) 6. Komm mit mir, liebes Hausgespenst (1980) 7. Ahoi, liebes Hausgespenst (1981) 8. Leb wohl, liebes Hausgespenst (1982) Leona im Landschulheim-Reihe 1. Ein Mädchen kommt ins Landschulheim (1977) 2. Es tut sich was im Landschulheim (1978) 3. Jung und verliebt im Landschulheim (1980) |

Von den Reihen erschienen später auch Sammelbände.